# Máy chiếu kỹ thuật số
Một máy chiếu kĩ thuật số là máy quang điện dùng để chuyển đổi dữ liệu hình ảnh từ máy vi tính hay nguồn video cho hình ảnh sáng trên một nền xa thường là tường hay phông nền.
Máy chiếu phục vụ các mục đích sau:
- Tạo hình các dữ liệu lưu trong máy tính để thuyết trình
- Tạo hình các chương trình của sản phẩm cho nhiều người cùng xem
- Máy chiếu thay thế bảng phấn hay các tài liệu viết tay với bảng tương tác.
- Xem phim từ máy video hay các máy chiếu phim kĩ thuật số

Máy chiếu kĩ thuật số có thể gắn vào hộp và có màn hình để tạo nên một hệ thống chiếu phim, phổ biến như là một rạp phim tại nhà. Độ phân giải của một máy chiếu xách tay thường theo tiêu chuẩn SVGA(800x600 điểm ảnh), với thiết bị phụ trợ đắt tiền như XGA (1024x768 điểm ảnh)
Giá của thiết không chỉ tùy thuộc vào độ phân giải, mà còn vào độ sáng của nó. Để sử dụng trong phòng họp thì độ sáng vào khoảng 1000 tới 4000 lumen.

## Các nhà sản xuất
- Acer
- ASK
- BenQ
- Barco
- Canon
- Dell
- Epson
- Hewlett-Packard
- Hitachi
- IBM
- InFocus
- LG
- Mitsubishi
- NEC
- Optoma
- Panasonic
- Philips
- Runco
- SIM2 Multimedia
- Sony
- ViewSonic